# Бесов Нос
Бе́сов Нос — мыс на восточном побережье Онежского озера в 1,8 км к северо-западу от устья реки Чёрной.

## Общие сведения

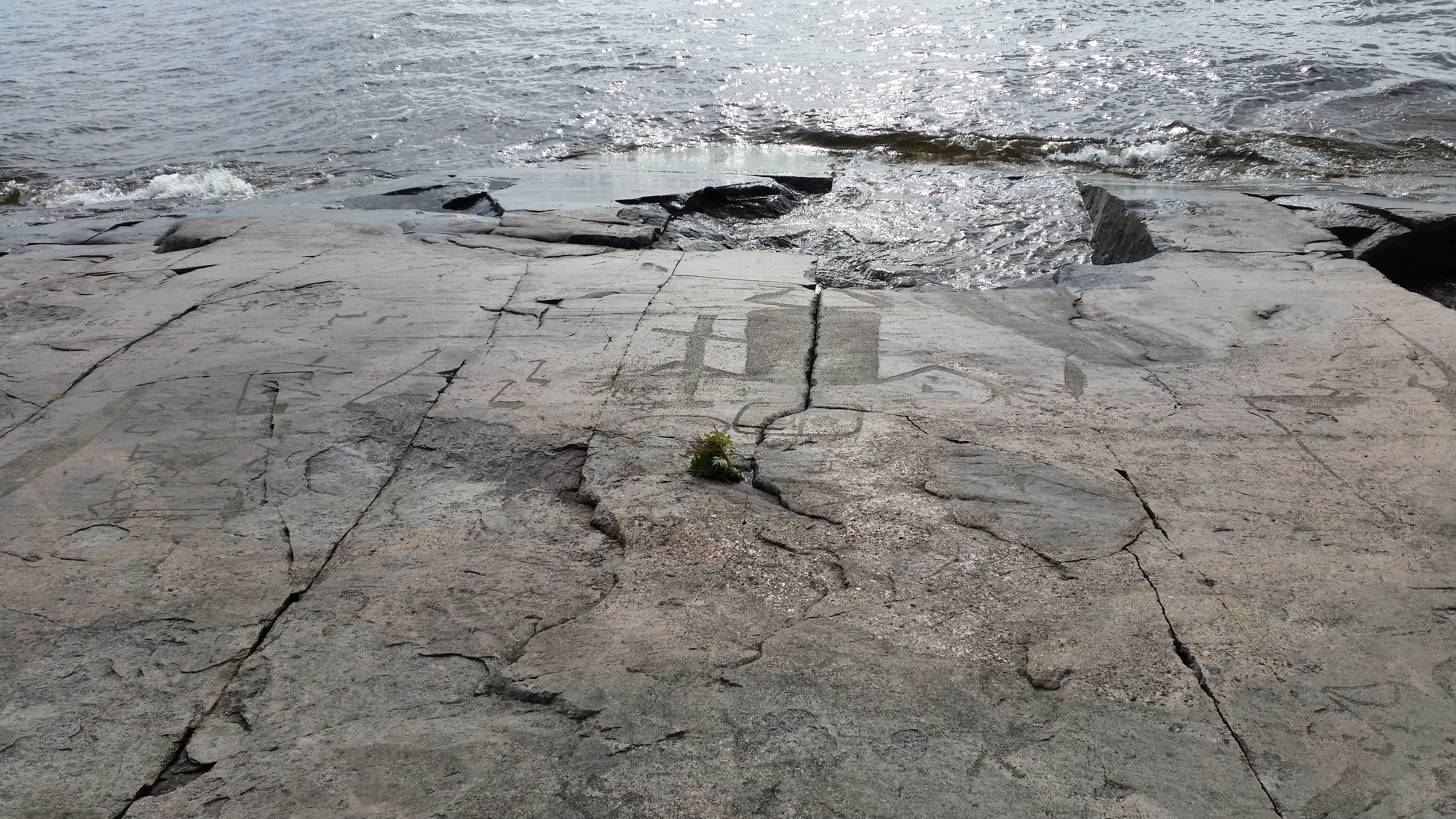
Петроглифы мыса Бесов нос

Мыс известен петроглифами, среди которых выделяется антропоморфное изображение, называемое «бесом», длиной около 2,30 м, которому около 5 тысяч лет. Название «бес» изображению было дано христианскими монахами-первопроходчиками в XVI веке. Петроглифы относят к археологическим неолитическим памятникам. Собрание петроглифов мыса Бесов Нос считается самым богатым в Фенноскандии (Скандинавии и Финляндии).
Примерно в 200 метрах от мыса на запад в озере находится небольшой скальный остров, который называется «Бесиха».
На мысу расположен неработающий маяк. В 1 км на восток от мыса находится нежилая деревня Бесоносовка, прекратившая своё существование в конце 1970-х годов. В 15 км восточней на континенте находится посёлок Каршево. Мыс соединён с Каршево грунтовой лесной дорогой (по состоянию на лето 2019 года деревянный мост через речку, которую пересекает эта дорога, частично разрушен).
Приблизительно в 1 км на север от Бесова Носа находится мыс Пери-Нос. На таком же расстоянии южнее — мыс Кладовец.
Бесов Нос и окрестности являются привычным местом посещения местными рыбаками и охотниками из посёлков Шальский и Каршево.
Бесов Нос на протяжении десятилетий является местом постоянных экспедиций археологических подразделений Карельского научного центра РАН и учёных-археологов из стран Скандинавии и других стран Европы.
Мыс является геодезической точкой и ориентиром для водных туристов и яхтсменов, в том числе участников Онежской регаты. Бесов Нос также посещают автотуристы.
Территория мыса Бесов Нос включена в природный ландшафтный заказник регионального значения «Муромский».